# フォロ・ソル
フォロ・ソル（西：Foro Sol）は、メキシコの首都メキシコシティ東部にある屋外コンサート会場兼野球場。1995年に、エルマノス・ロドリゲス・サーキットのコースの内側に建設された。野球場として使用されるようになったのは2000年からのことである。野球場としては25,000人収容。別名エスタディオGNPセグロス。
ローリング・ストーンズ、デペッシュ・モード、U2、マドンナ、ブリトニー・スピアーズ、シャキーラ、コーン、マリリン・マンソンらが当会場でコンサートを開催したことがある。
野球では、リーガ・メヒカーナ・デ・ベイスボル（メキシコ夏季リーグ）のメキシコシティ・レッドデビルズが2014年まで本拠地にしていた。フィールドの広さは左翼326フィート（約99.4メートル）、左中間402フィート（約122.5メートル）、中堅417フィート（約127.1メートル）、右中間377フィート（約114.9メートル）、右翼333フィート（約101.5メートル）。
2009年3月開催の第2回ワールド・ベースボール・クラシックでは、1次リーグ・プールBの会場として、地元メキシコ、前回大会準優勝のキューバ、オーストラリア、南アフリカの4チームがこの球場で試合を行った。
標高約2,300mの高地に位置しているため打球が非常に飛びやすく、これは標高約1,600mで「打者天国」と呼ばれる米国・デンバーのクアーズ・フィールド以上だとされる。そのため、WBCでは当球場で行なわれた6試合で合計28本（1試合あたり4.7本）もの本塁打が生まれた。